# جون لينيكر
جون لينيكر (بالبرتغالية: John Lineker‏) هو فنان قتال مختلط برازيلي، ولد في 1990 في باراناغوا في البرازيل.

## وصلات خارجية
- جون لينيكر على موقع يو إف سي (الإنجليزية)
- جون لينيكر على موقع شيردوغ (الإنجليزية)
- جون لينيكر على موقع IMDb (الإنجليزية)
- جون لينيكر على موقع قاعدة بيانات الفيلم (الإنجليزية)